# سد امند
سد اَمَّند، یک سد خاکی در شمال غربی شهر تبریز و در نزدیکی روستای امند از توابع صوفیان است. عملیات احداث این سد در سال ۱۳۶۸ آغاز شده و در سال ۱۳۷۲ به بهره‌برداری رسید. آب قابل تنظیم سالانه سد آمند، ۴ میلیون متر مکعب است.
از اهداف ساخت این سد انحراف، انتقال و ذخیره‌سازی آب رودخانه «شیخ چایی» به منظور جلوگیری از پرت و هدر رفت آب، افزایش تولید محصولات کشاورزی و تقویت زیر ساخت‌ها عنوان شده‌است. حجم آبگیری سد دو میلیون و ۴۰۰ هزار متر مکعب است که از این میزان، یک میلیون متر مکعب به روستای امند و بقیه به جهاد کشاورزی اختصاص دارد.
این سد، یکی از حدود ۱۰۰ سدی است که در حوضه آبریز دریاچه ارومیه واقع شده‌اند.

## تفرجگاه گردشگری
طرح دهکده سلامت و تفرجگاه گردشگری منطقه سد امند که در کیلومتر ۱۵ جاده تبریز-صوفیان واقع شده، به عنوان منطقه نمونه گردشگری در زمینی به وسعت بیش از ۸۰ هکتار با نظارت سازمان جهاد کشاورزی استان و با همکاری و سرمایه‌گذاری بخش خصوصی در ساحل دریاچه این سد در حال اجرا است.
در دریاچه سد که زیستگاه درناهای روسی است، ماهی کپور پرورش و نگهداری می‌شود و برای زیبایی مسیر دسترسی به آن بیش از ۶ هزار اصله نهال درخت اقاقیا توسط سرمایه‌گذار طرح کاشته شده‌است.
کوی پردیسان دهکده سبز سد امند یکی از مناطق سرسبز و باغی میباشد که توسط بخش خصوصی ایجاد و درخت کاری شده است.

### امکانات
در این تفرجگاه گردشگری و اطراف این سد زمین های استاندارد در کنار مدارس آموزشی گلف، مدارس و باشگاه های سوارکاری استاندارد و زیبا، زمین های فوتبال، والیبال، تنیس و همچنین  آبشار و رودخانه های مصنوعی و آلاچیق های اقامتی تعبیه شده است که آن را به یک مرکز تفریحی تمام عیار تبدیل کرده است. اما این دهکده گردشگری به تفریحات آبی خود شهره است. علاوه بر قایق رانی، سد امند مکاناتی همچون شاتل، بنانا سواری، جت اسکی و قایق های تندرو و .. را نیز در خود جای داده است. حضور پرندگانی که به درنای روسی شهره اند نیز از دیگر زیبایی های امند است. تفریحی امکاناتی نظیر کمپ‌های اقامتی کوتاه مدت خانوادگی و آلاچیق‌های جنگلی و امکانات ورزش‌های آبی، شامل اسکی روی آب، جت اسکی و قایقرانی موجود است. منطقه باغی کوی پردیسان دهکده سبز سد امند یکی از مناطق دیدنی سر سبز میباشد. همچنین در فازهای بعدی قرار است امکانات دیگری نظیر هتل ۵ ستاره، سالن نمایش‌های بین‌المللی، سوئیت آپارتمان، باشگاه اسب سواری، زمین‌های گلف و زمین چمن تمرین فوتبال برای استفاده باشگاه‌های فوتبال در سطح بین‌المللی، کافی شاپ‌های سنتی و مدرن و باغ وحش احداث شوند.

## نگارخانه

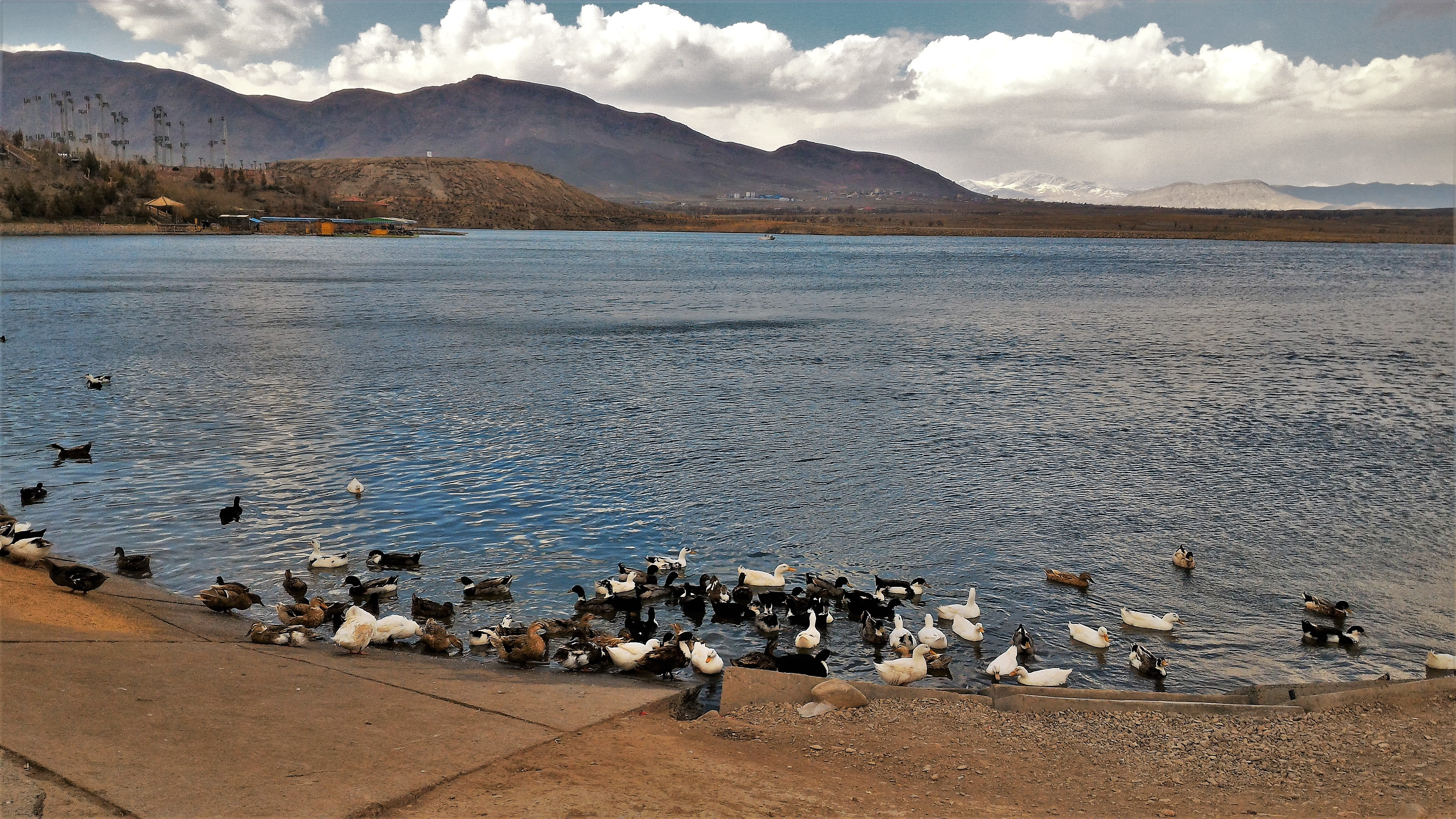
نمایی از دریاچه سد امند
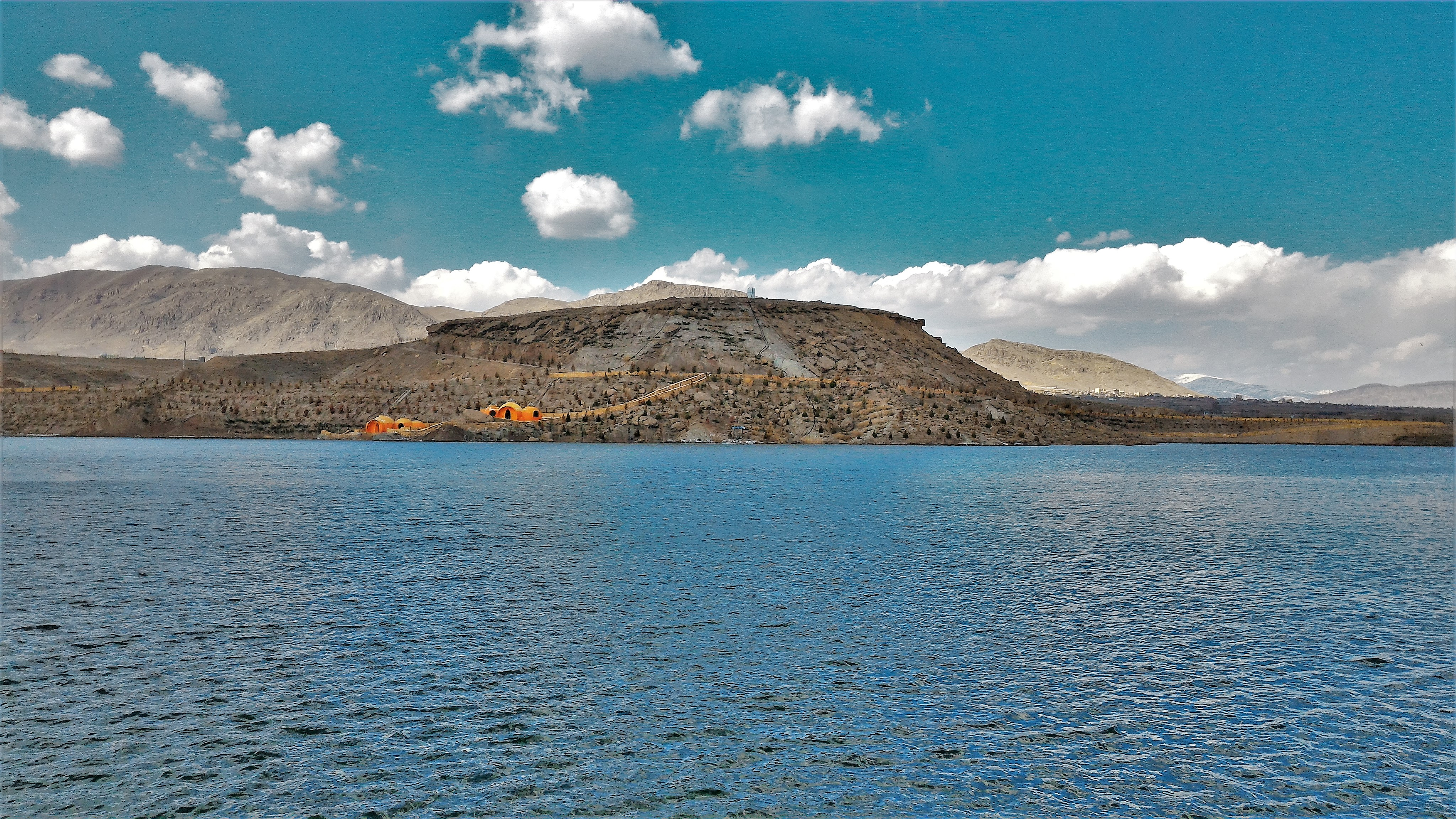
دریاچه سد امند
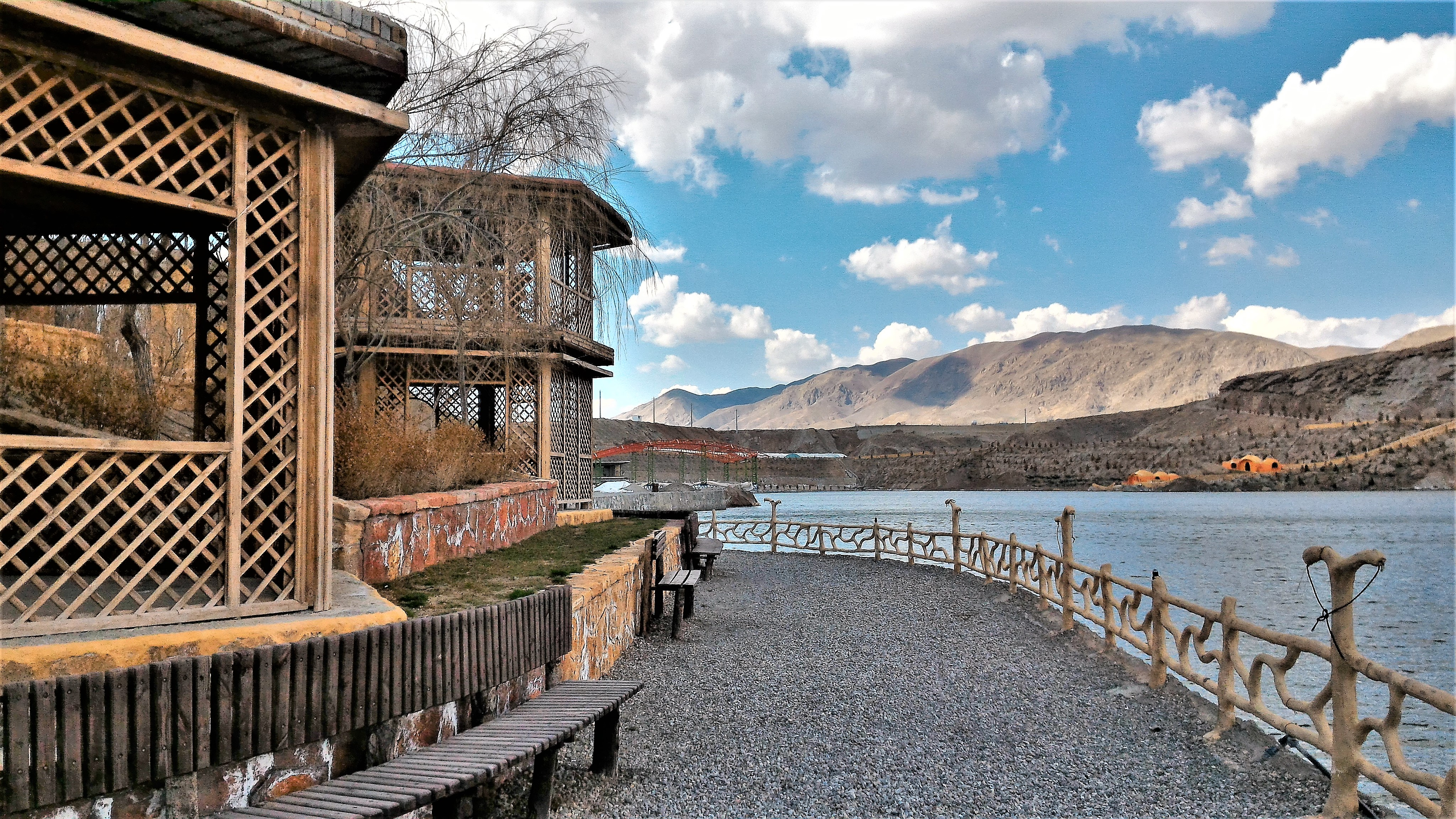
آلاچیق‌ها و محوطه گردشگری اطراف دریاچه سد
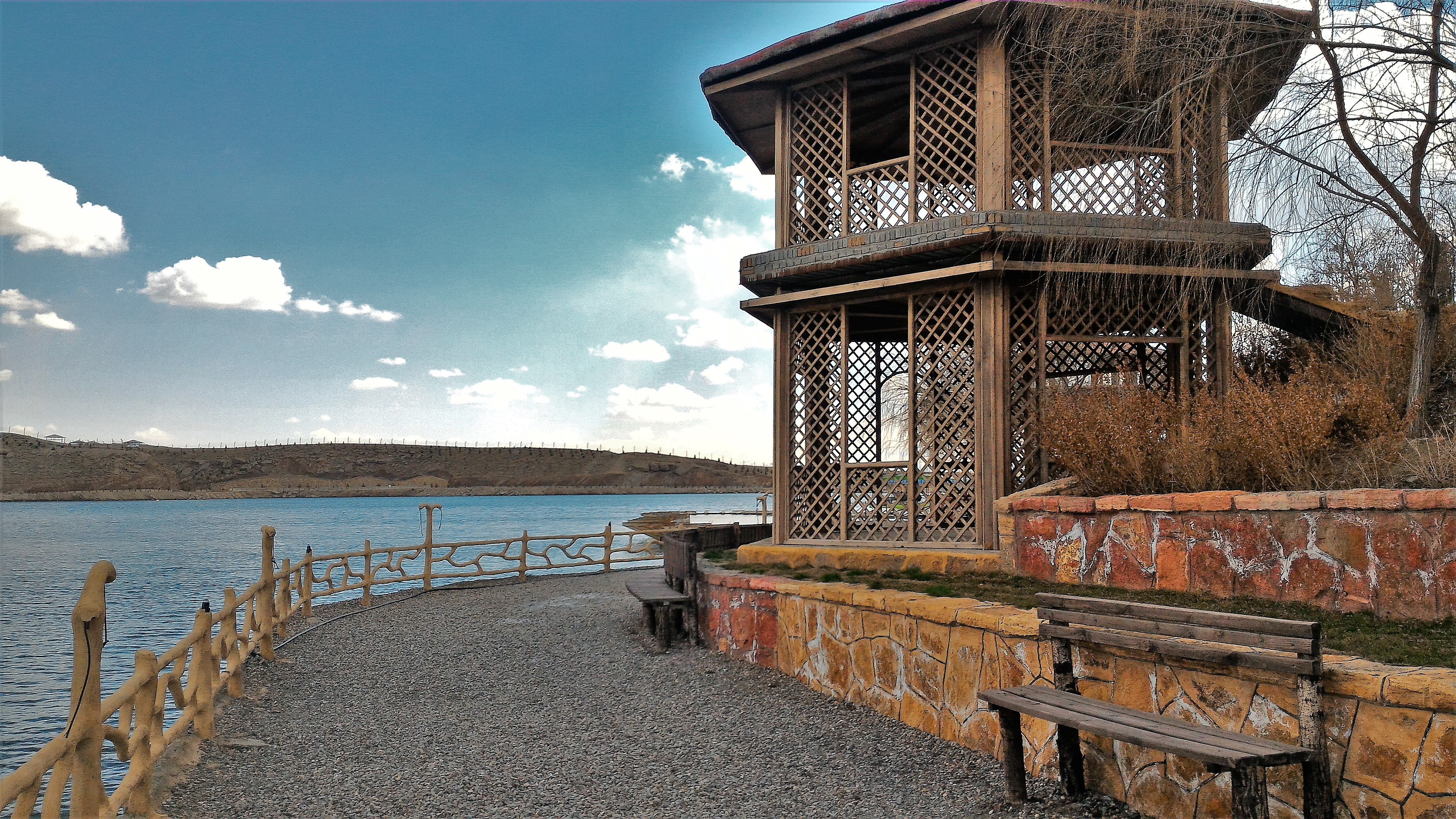
آلاچیق‌ها و محوطه گردشگری اطراف دریاچه سد